# 天主教皮里港教區
天主教皮里港教區（拉丁語：Dioecesis Portus Piriensis）是澳大利亞一個羅馬天主教教區，屬阿德萊德總教區。
教區管轄南澳大利亞州北部和北領地小部份地區（南緯25度線以南），教座位於皮里港，2004年時有28,653名教友（佔轄區人口17.2%）、23個堂區和35名司鐸。
現任教區主教為嘉祿·庫爾奇茨基，榮休主教為額我略·奧凱利。
奧古斯塔港教區於1887年5月10日設立，教座於1951年6月7日遷至皮里港並易名至今。